# Martin Andreas Kunz
Martin Andreas Kunz (* 24. Juli 1960 in München, auch Martin Kunz) ist ein deutscher Journalist, Chefredakteur und Autor.

## Werdegang
Martin Andreas Kunz besuchte das Josef-Hofmiller-Gymnasium Freising, studierte zunächst an der Technischen Universität München und dann an der Hochschule München Physikalische Technik. Das Studium schloss er als Diplom-Ingenieur ab, absolvierte danach den Zivildienst, arbeitete währenddessen bei mehreren privaten Radiostationen als Moderator & Redakteur und schrieb wissenschaftliche Artikel für Tageszeitungen. Nach einem Volontariat bei den VDI-Nachrichten und dem Besuch der Georg von Holtzbrinck Schule für Wirtschaftsjournalisten in Düsseldorf  war er für das ZDF als Wissenschaftsredakteur (Abenteuer Forschung und Knoff-Hoff-Show) tätig, bevor er in die Entwicklungsredaktion des Magazins Focus („Zugmieze“) wechselte. Von 1996 bis 2011 war er Leiter des Ressorts Forschung-Technik-Medizin. In dieser Zeit produzierte sein Team zehn bis 15 Focus-Titelgeschichten pro Jahr – unter anderem die Focus-Ärzteliste.
Nebenbei entwickelte er im Team das Wissenschaftsmagazin Focus Future und das davon abgeleitete Fernsehmagazin Future.
Von 2012 bis 2014 leitete er als Geschäftsführender Direktor die Akademie der Bayerischen Presse.
Seit 2014 ist er beim ADAC tätig: 2014 begann Kunz als Chefredakteur der ADAC Motorwelt, von 2015 bis 2019 übernahm er zusätzlich die Chefredaktion des ADAC-Reisemagazins. Seit Herbst 2019 ist Martin Kunz als Leiter des Ressorts Kommunikation und Redaktion des ADAC für sämtliche externen ADAC-Medienkanäle (Motorwelt, adac.de  und Social Media) verantwortlich. 2024 erschien sein Roman Verdammt viel Glück im agenda-Verlag.

## Auszeichnungen
- 2022: Joseph-Ströbl-Preis der TU München[5]
- 2012: Medienpreis der Stiftung Rufzeichen Gesundheit[6]
- 2010: Publizistikpreis der GlaxoSmithKline-Stiftung[7]

## Autor oder Co-Autor* von Büchern
- 1995: 49 Köpfe der Deutschen Wirtschaft. Schäffer-Pöschl-Verlag*
- 1999: Der 2000-Crash. dtv-Verlag. ISBN 978-3-423-36139-2
- 2002: Das Erfolgs-Gedächtnis. Goldmann-Verlag*
- 2005: Satt und schlank. GU-Verlag. ISBN 978-3-7742-6693-3
- 2005: Wissenschaft erfolgreich kommunizieren. Wiley-VCH*
- 2006: Die Wissensmacher Vs-Verlag*
- 2009: Die Männer-Diät. Mosaik bei Goldmann. ISBN 978-3-442-39167-7
- 2011: Essen statt Stressen. Mosaik bei Goldmann. ISBN 978-3-442-39202-5
- 2013: Verwenden statt verschwenden. Random House Verlag. ISBN 978-3-442-39240-7
- 2024 Verdammt viel Glück. agenda Verlag. ISBN 978-3-89688-865-5

## Ehrenamtliche Tätigkeiten
- 1999 bis 2010: Mitglied / Leitung der Jury des Heureka-Journalistenpreises[8]
- 2016 bis 2019: Vorstandsmitglied im Verband der Zeitschriftenverlage in Bayern VZB